# COPE
COPE (acrónimo de Cadena de Ondas Populares Españolas), anteriormente Radio Popular, es una cadena de radio española, generalista y de ámbito nacional, propiedad de la Conferencia Episcopal Española. Es la segunda radio generalista más escuchada del país, con alrededor de tres millones de oyentes. Pertenece a Ábside Media, junto a las emisoras musicales Cadena 100, Rock FM y MegaStar FM. Está asociada a su vez al grupo multimedia Vocento, editor del diario ABC. Se puede sintonizar a través de diales AM y FM, emisora TDT y DAB, por streaming y aplicaciones. Sus estudios centrales se encuentran en el Edificio Alfonso XI 4, de Madrid.
Creada con el objetivo de ofrecer servicios religiosos, desde los años ochenta su programación ha evolucionado hacia el modelo de la radio generalista convencional, aunque mantiene programas de contenido religioso, como El espejo con José Luis Restán y La linterna de la Iglesia con Irene Pozo, y especialmente los domingos con La santa misa e Iglesia noticia, y fechas señaladas del calendario litúrgico católico como Navidad y Semana Santa.

## Historia

### Creación e inicios (1960-1978)
A comienzos de los años 1960, la Comisión Episcopal de Medios de Comunicación Social presidida por el arzobispo de Pamplona D. Enrique Delgado Gómez, organiza el Secretariado de Comunicación Social. Para la reorganización de las emisoras de la Iglesia, que eran más de 200, nombra al dominico Javier Sacristán García como director general de Cope. Es ministro de Información y Turismo Manuel Fraga Iribarne y subsecretario del departamento Pio Cabanillas. Se crea el Plan Transitorio de Ondas Medias y en la negociación entre el Ministerio y COPE se le asigna a la Iglesia cincuenta emisoras en Onda Media (una por provincia) con el compromiso de emitir simultáneamente en FM. Durante estos años se van cerrando todas las emisoras parroquiales. Solamente permanece RADIO VIDA de Sevilla, fundada por el jesuita Manuel Linares Megias, regentada por los jesuitas y que en adelante se llamará Radio Popular de Sevilla. En esta época se van instalando las nuevas emisoras. Al final de esta etapa bajo la dirección de Javier Sacristán se crea Radio Popular de Madrid, cabeza de la Cadena. A partir de esa fecha se empiezan a emitir programas en Cadena y a gestionar la correspondiente publicidad. Posteriormente, el 9 de junio de 1971, se constituye la Sociedad Anónima COPE bajo la Dirección General del también dominico, José Luis Gago del Val. La obra del P. Gago fue la de unificar las 40 emisoras de diócesis y congregaciones religiosas autónomas, con el sello de Radio Popular, y formar la Cadena de Ondas Populares Españolas (COPE).

### La época de la consolidación de programas (1979-1991)
En 1979 y tras la publicación del Plan Técnico de Radiodifusión, se exige la agrupación de todas las emisoras dentro de una única sociedad anónima, Radio Popular, cuyo control sigue ejerciendo la Conferencia Episcopal Española. Tres años después comienza a emitir en cadena.
En 1983, el popular periodista Luis del Olmo, en aquella época una de las mayores estrellas de la radiodifusión española, abandonó Radio Nacional de España para incorporarse a la cadena de Radio Popular. Al no disponer la COPE de emisora en Barcelona -ciudad de residencia de Del Olmo- se llegó a un acuerdo con el empresario Josep María Ballvé, propietario Radio Miramar y amigo personal de Luis del Olmo, para que su emisora se asociara a la cadena episcopal. El 1 de febrero de 1983 Luis del Olmo estrenó el programa matinal Protagonistas, realizado desde Radio Miramar, para todas las emisoras de la Cadena COPE.
Protagonistas pronto se convirtió en la principal baza de audiencia de la cadena durante toda la década de los ochenta. Entre otros contenidos, el programa ofrecía la famosa tertulia humorística del Estado de la Nación, que contó con la participación, entre otros de Antonio Mingote, Alfonso Ussía, Chumy Chúmez y Luis Sánchez Polack, Tip.
Junto a Luis del Olmo, se incorporó a la parrilla de la COPE Encarna Sánchez, que desde 1978 triunfaba en las madrugadas de Radio Miramar con su espacio Encarna de Noche. En 1984 pasó a las tardes con el magacín Directamente Encarna, que condujo con gran éxito durante una década.
Otras importantes incorporaciones de la época fueron Fermín Bocos como director de informativos (entre 1981 y 1985), y Alejo García, con el programa Popular, popular en 1983.
Luis del Olmo abandonó la COPE en 1991 para integrarse en Onda Cero, en la misma época en que la presencia de Encarna Sánchez en la radio empezó a disminuir, primero por sus proyectos televisivos y posteriormente por el deterioro de su salud. Ambas ausencias, aunadas, dejaron a Radio Popular en una difícil situación.

### Avance hacia una programación más generalista (1992-2003)

#### Llegada de las estrellas de Antena 3 Radio: Antonio Herrero y José María García (1992-1998)
En 1992, desprovista de sus anteriores estrellas y en mala situación económica y de audiencia, Radio Popular atravesó un duro expediente de regulación de empleo en el que doscientos trabajadores fueron despedidos.
Ese mismo año, debido a la operación de Prisa (posteriormente anulada por el Tribunal Supremo) en la que compró a su principal rival de radio, Antena 3, procediendo a su cierre y al uso de sus frecuencias para una emisora de música clásica (Sinfo Radio), un grupo de periodistas de esta última, liderado por los populares Antonio Herrero y José María García, y entre los que se encontraban también otros como Luis Herrero y Federico Jiménez Losantos, se trasladaron a Radio Popular con Antonio Herrero presentando el matinal informativo La Mañana, Luis Herrero el informativo nocturno La Linterna, Jiménez Losantos como colaborador de ambos y ya en la medianoche, al frente de los deportes, García, líder hasta 1995. Entre todos, y sumando con la continuidad del programa de Encarna Sánchez por las tardes, dieron un impulso a toda la emisora, que no pasaba por buenos momentos, situándola como una de las más importantes del país.
En los noventa se produjo la muerte de dos figuras destacadas de la cadena: Encarna Sánchez (1996) y Antonio Herrero (1998). Pocos años después, José María García abandonaba la COPE para iniciar un nuevo proyecto en Onda Cero.

#### Travesía por el desierto: Luis Herrero y Federico Jiménez Losantos (1998-2003)
Que la COPE hubiera perdido en tan poco espacio de tiempo a sus tres principales estrellas se notó enseguida en los índices de audiencia. Luis Herrero tomaría en 1998 las riendas de La Mañana. José Apezarena, primero, y Federico Jiménez Losantos, después, le sustituirían en el hueco dejado en La Linterna. Las tardes pasarían sucesivamente a manos de Mari Cruz Soriano, María Teresa Campos y Cristina López Schlichting, y el programa nocturno de deportes, que pasaría a llamarse El Tirachinas, sería tarea de José Antonio Abellán.
En 2003, Luis Herrero comunicó que iba a formar parte de las listas del Partido Popular a las elecciones europeas, y dejó la dirección del principal programa de la emisora, La Mañana, aunque continuaría vinculado a la casa a través de Cowboys de Medianoche, tertulia cinematográfica de una hora que compartía semanalmente con José Luis Garci y Eduardo Torres-Dulce.

### Espacios de crítica con repercusión sociopolítica y aumento de audiencia (2003-2009)
La cadena se convirtió en noticia y aparecía habitualmente en otros medios de comunicación de todo signo, sea como noticia, crítica o caricatura en los programas de humor, gracias a los espacios de crítica sociopolítica que aparecían a lo largo de la jornada en COPE.

#### Polémicas
En la etapa comprendida entre 2003 y 2009, surgieron una serie de polémicas con diversas autoridades locales y estatales, motivadas por las críticas que los locutores estrella de la casa vertían al Gobierno socialista y hacia determinados partidos políticos como el PSOE y los nacionalistas.

##### Disputa con la Generalidad de Cataluña (Convergència i Unió)
La Generalidad de Cataluña no renovó en 1998, cuando gobernaba CiU, las licencias de Radio Popular en Barcelona, Manresa y Tarragona, con la argumentación de que incumplían la normativa de emisión en catalán. La emisora recurrió esta denegación ante el Tribunal Superior de Justicia de Cataluña, que le permitió seguir emitiendo. Poco después, presentó otro recurso ante el Tribunal Supremo, el cual declaró ilegal la no renovación de la licencia, al no poderse aplicar normativas con efectos retroactivos, con lo cual el 19 de abril de 2006 la Generalidad de Cataluña renovó las licencias hasta el año 2008

##### Conflictos con el gobierno de Zapatero y el tripartito catalán
Durante el gobierno socialista de José Luis Rodríguez Zapatero, entre 2004 y 2008, crece de forma importante el enfrentamiento entre Radio Popular, por una parte, y el PSOE y los partidos que apoyaban a los gobiernos de España y de la comunidad autónoma de Cataluña (PSC, ICV y ERC).
Desde la emisora, y de forma destacada desde el programa matinal La Mañana que dirigía y presentaba Federico Jiménez Losantos, se mantuvo una postura muy crítica con el gobierno de José Luis Rodríguez Zapatero y con el nacionalismo catalán, especialmente en lo que refiere a la política lingüística en su sistema educativo en la que el catalán se establece como lengua vehicular en la enseñanza. Para los partidos políticos afectados, la agresividad, descalificaciones, mofas personales y las acusaciones que se lanzaban desde la cadena sobrepasaban los límites de la libertad de expresión, máxime teniendo en cuenta el carácter católico de los propietarios del medio. Para muchos otros, fueron las declaraciones del ministro de Industria José Montilla, del que dependía la regulación del espacio radioeléctrico, en las que acusaba a la emisora de lanzar mensajes que incitan al odio, la división y la confrontación, las que supusieron una amenaza a la libertad de expresión de COPE, por lo que en diciembre de 2005 el europarlamentario del PP Luis Herrero promueve un Manifiesto de apoyo a Radio Popular ante el Parlamento Europeo que acabó superando las 500.000 adhesiones, y en el que se denunciaba un acoso del Gobierno a la emisora.

##### Estudio General de Medios (EGM)
En marzo de 2006, la emisora aparece envuelta en una nueva polémica por la interferencia de uno de sus locutores en las encuestas del Estudio General de Medios (EGM), las cuales se emplean para obtener los datos de audiencia de las cadenas radiofónicas. La investigación liderada por José Antonio Abellán, por entonces director deportivo de la COPE, consistió en infiltrar a dos periodistas entre los encuestadores para que comprobasen las técnicas que trabajadores y supervisores emplean para «agilizar» su trabajo, llegando ellos mismos a incluir algunas «irregularidades clamorosas» con el fin de poner a prueba los métodos de control.
Según la emisora, el propósito de la maniobra era denunciar la vulnerabilidad del estudio (Radio Popular apoyó esta motivación con el argumento de que había registrado los datos ante notario previamente a que el asunto fuera hecho público), mientras que el resto de asociados del EGM acusaron a la emisora de manipulación, al haber infiltrado a personas pagadas por la cadena entre los encuestadores de la primera oleada del año 2006.
La cadena fue expulsada de la AIMC y del EGM por acuerdo de la Junta General de la asociación, debido a las graves infracciones cometidas (según José Antonio Abellán, las infracciones consistían en hacer públicas discrepancias internas. Radio Popular también fue acusada por la AIMC entre otras cosas de inflar los datos de audiencia de los programas de José Antonio Abellán. La emisora consideró la expulsión improcedente e interpuso acciones legales en los tribunales. El 25 de abril de 2006, un juzgado de Madrid suspendió cautelarmente dicha expulsión hasta que se resolviese la impugnación presentada por Radio Popular.
El enfrentamiento termina cuando en julio de 2006 Radio Popular llega a un acuerdo con la AIMC por el cual la emisora volvía a formar parte del EGM, retiraba el recurso contra su expulsión de los tribunales y asumía el pago de 125.000 euros en concepto de gastos originados al AIMC. En es momento, llega Alfonso Coronel de Palma, para hacerse cargo de la Presidencia de COPE (2006-2010).
A pesar de la tensión, y según sus detractores, en parte por ella, este periodo, (2003-2009), coincide con uno de los mejores índices de audiencia en la historia de la emisora.
En estos años, las principales figuras de la emisora fueron Federico Jiménez Losantos, que sustituyó en 2003 a Luis Herrero al frente del programa informativo y de opinión La Mañana, y César Vidal. El programa de Losantos desde entonces experimentó un continuo crecimiento de audiencia debido a una activa crítica a la política del Gobierno español presidido por José Luis Rodríguez Zapatero. Probablemente arrastrados por el éxito de Losantos, otros programas, principalmente el de información nocturna de César Vidal (tras una temporada con José Apezarena), La Linterna, se colocaron en buenas posiciones de audiencia, con lo que, en líneas generales, pasó a ser la segunda cadena más escuchada de España tras la cadena SER.
El 4 de abril de 2009, se hizo público que la emisora no contaba con Federico Jiménez Losantos para presentar La Mañana en el siguiente curso, ofreciéndole copresentar La Linterna junto con César Vidal, dos horas cada uno de las cuatro de duración del programa, (César de 8 a 10, y Federico de 10 a 12); oferta que rechazaron, abandonando la emisora en julio de 2009 con destino a esRadio, en compañía de Luis Herrero.

### Transición hacia un nuevo modelo y adaptación de la marcaCOPE(septiembre de 2009 - enero de 2012)

#### LaCOPEde siempre, como nunca
Tras la marcha de los locutores más emblemáticos de la casa en la anterior etapa, así como de algunos de sus más allegados colaboradores o redactores, se llega a una fase transitoria, con cambios de locutores, formatos, ideario y temario, que se sucederían desde el inicio de la temporada 2009-2010 (7 de septiembre) y hasta el 18 de enero de 2011. Así, en septiembre de 2009, La Mañana se dividió en dos tramos horarios, pasando a conducirla Ignacio Villa de 6 a 10 de la mañana, en clave informativa, y Ely del Valle y Enrique Campo de 10 de la mañana a 12 del mediodía, como magacín. Igualmente, Juan Pablo Colmenarejo pasó a dirigir y presentar el programa nocturno La Linterna, de 8 de la tarde a 12 de la medianoche. También hubo lugar para la continuidad en esa temporada de transición, puesto que tanto Cristina López Schlichting como José Antonio Abellán siguieron al frente de sus programas (La tarde con Cristina y El Tirachinas, en cada caso).
A pesar de los numerosos cambios que se produjeron en todos los aspectos, la intención de la emisora fue destacar la continuidad del espíritu COPE tanto en caras visibles como en programación e ideología, cuyos puntales hasta entonces habían sido Jiménez Losantos y Vidal. Su eslogan la COPE de siempre, como nunca lo reflejó durante un año, momento en que la empresa decide virar el rumbo que hasta entonces había llevado, calificado en ocasiones de radical y con inclinaciones políticas.

#### Donde nos gusta estar: 24 horas de radio e información en línea
El 19 de enero de 2011 se presenta oficialmente la nueva etapa. Ernesto Sáenz de Buruaga es fichado para presentar el espacio matinal. Con él, llegan a COPE Pedro J. Ramírez, Casimiro García Abadillo, Luis del Val y Alfonso Ussía entre otros. Se produce el desembarco de un grupo de periodistas deportivos liderados por Paco González, Pepe Domingo Castaño y Manolo Lama, que traerían a una gran parte de su equipo del Carrusel Deportivo, para hacer Tiempo de Juego en COPE. José Luis Corrochano y Manolo Lama se encargan de los informativos deportivos de COPE, incluidos en La Palestra (con Nacho Villa) y La Linterna (con Juan Pablo Colmenarejo), respectivamente. Juan Antonio Alcalá y Joseba Larrañaga se sitúan en la medianoche de COPE con El Partido de las 12, y Carlos Miquel en el programa de motor COPE GP. César Lumbreras accede a las tardes de lunes a viernes con La Atalaya, y Cristina López Schlichting se sitúa en los fines de semana con Dos días contigo.
La cadena hace un cambio radical en su estética comunicativa. El matinal de la cadena, titulado La Mañana desde la época de Antonio Herrero, pasa a denominarse Así son las mañanas con la llegada de Buruaga. Juan Pablo Colmenarejo, al cabo de un año, consigue dar un giro hacia la neutralidad y la reflexión relajada en las tertulias nocturnas de La linterna, al tiempo que la nueva jefatura deportiva de la cadena da el giro hacia el éxito previsto.
Se cambian varias sintonías y máscaras sonoras de espacios concretos, así como el titular de los servicios informativos, que pasa a reflejar tanto el optimismo por el cambio en la frase Donde nos gusta estar como la unión directa entre la emisora y su sitio web, en cuya sintonía se incluye el eslogan 24 horas de radio e información online. La renovación se hace notar en todos los programas de peso de la parrilla, que cambian de directores, y en los demás aspectos referentes al contacto con el público radiofónico, dando un aspecto joven e innovador a la nueva COPE, que recupera su marca de independencia ideológica y el beneficio de la neutralidad con respecto a la línea editorial seguida por la cadena durante más de una década.

### La estrategia de Radio Intelligence  (enero de 2012 - actualidad)
Para intentar mejorar la audiencia, que había sufrido un bajón importante, especialmente tras la marcha de Federico Jiménez Losantos, César Vidal y Luis Herrero a esRadio, la Cadena COPE contrata a una consultora sueca, Radio Intelligence. Uno de los conceptos que la consultora sueca introduce son la eliminación del "la" de la COPE, quedando únicamente "COPE" o, en su defecto, "la Cadena COPE".
También se introducen mini boletines informativos a las horas y media, sin deportes, y que el tratamiento de los temas en microespacios de 9 minutos, es decir, dos bloques cada media hora, uno tras cada boletín informativo y el otro tras la publicidad del primero. (práctica eliminada en la temporada 2016/17)

#### Temporadas 2012/14
En la temporada 2012/2013, la Cadena COPE apuesta por aumentar la duración de sus programas principales, principalmente por motivos de EGM, eliminando alguna de las franjas que había para la programación local y regional y programas "de relleno". Así, la programación de lunes a viernes se basa en La Mañana, El Espejo, Mediodía COPE, La Tarde COPE, La Linterna, El partido de las 12 y La Noche; los sábados en La Mañana, Fin de Semana COPE, El Espejo, Mediodía, De Higos a Brevas, Tiempo de Juego y La Noche; y los domingos en La Mañana, Fin de Semana, El Espejo, Mediodía, Tiempo de Juego y La Noche.
Otro de los objetivos de COPE es la de rejuvenecer la audiencia. Para ello, Javi Nieves se pone al frente de La Mañana en su tramo magacín entre las 10:00 y las 12:00 horas, manteniéndose Ernesto Sáenz de Buruaga en el tramo informativo entre las 06:00 y las 10:00 horas. Además, Ramón García se hace cargo de las tardes, con el objetivo de levantar una franja que no funcionaba desde el fallecimiento de Encarna Sánchez y que César Lumbreras había acabado de hundir con "su" Atalaya.
En materia deportiva, se produce la salida de Juan Antonio Alcalá, que por motivos personales se toma un año sabático y Joseba Larrañaga y José Luis Corrochano se encargan del deporte a medianoche en El partido de las 12, con un horario ampliado entre las 00:00 y las 02:00 horas. Se suprime El partido de las 12 en su emisión de sábados y domingos como tal, aunque se mantiene dentro de Tiempo de Juego en su último tramo hasta las 02:00 de la madrugada, que sigue contando con Paco González, Pepe Domingo Castaño y Manolo Lama, a quienes se unió Gemma Santos tras la enfermedad de Pepe Domingo, con el objetivo de aumentar oyentes en el EGM, con buenos resultados.
En cuanto a la información local y regional, se mantiene el magacín La Mañana, entre las 12:00 y las 13:30 horas. Así mismo, cuenta con dos espacios informativos. Se mantiene el tramo de mediodía, dentro de Mediodía COPE entre las 14:10 y las 14:30 horas, y se suprime el de la tarde, reubicándolo dentro de La Linterna con un recorte de 20 minutos, emitiéndose entre las 19:50 y las 20:00 horas. En cuanto al espacio para los deportes, se reduce en 10 minutos, emitiéndose entre las 15:20 y las 16:00 horas dentro de La Tarde. A su vez, se añade 1 minuto de información regional en cada boletín informativo.
Estos cambios han hecho que COPE incremente su audiencia, acercándose a los 2 millones de oyentes en el último EGM, siendo la única radio generalista que aumenta su audiencia en la 1.ª ola de 2013.
De cara a la temporada 2013/2014 COPE mantiene su programación. Destaca la incorporación de Juan Antonio Alcalá al frente de los Deportes COPE en La Mañana`.
Al final de la temporada se produce la salida de la cadena de Ernesto Sáenz de Buruaga que alega motivos personales. Algunos medios lo achacan a un intento de la cadena de redirigir los contenidos del programa de actualidad.

#### Temporada 2014/15
La temporada 2014/2015 comienza con varias novedades en la programación. El periodista Ángel Expósito deja de dirigir el Mediodía COPE para ponerse al frente del primer tramo (6 a 10 horas) de La Mañana. Al frente del Mediodía COPE se sitúan José Luis Pérez y Blanca María Pol. Los informativos de fin de semana dejan de estar dirigidos por Ángel Rubio y subdirigidos por Daniel Trigo, en su lugar se estrenan Antonio Herráiz y Nicolás Rubio. La Noche de COPE se reorganiza como un gran contenedor, Lartaun de Azumendi y Roberto Pablo fusionan las secciones de sus programas que se concentran en las madrugadas del lunes-martes al jueves-viernes. Además los fines de semana el programa cambia de presentadores y contenidos, manteniendo el nombre en su denominación: La Noche de COPE en viernes, con Adolfo Arjona incluye retrospectivas, biografías y monográficos ampliamente desarrollados del ámbito de la cultura: música, literatura, cine y grandes "personajes" de la historia contemporánea. Los sábados el Grupo Risa toma los mandos de El golpe de gracia en La Noche de COPE. El programa de humor de la cadena deja la sobremesa del fin de semana y se extiende durante 4 horas en las madrugadas con el recuerdo de contenidos ya emitidos y otros de estreno. Por último la noche del domingo al lunes se emite Momentos en La Noche de COPE, programa resumen para todo el país del espacio regional Momentos con Luis Rodríguez que se emite de lunes a viernes en el circuito regional de COPE Catalunya i Andorra.

### COPE+: la apuesta de COPE por una emisión local independiente
Antes del comienzo de la temporada 2016/2017, la Cadena COPE cambió parte de las frecuencias que venían emitiendo MegaStar FM (emisora orientada al público joven del grupo) a la emisión de COPE convencional o a la de Rock FM, realizando en este último caso una reestructuración de las frecuencias que venían hasta aquel entonces emitiendo la cadena de rock de la empresa para pasarlas, en su gran mayoría, a COPE junto con las que eran de MegaStar FM que ya lo habían hecho.
La intención era crear una red de emisoras conectada el mayor tiempo posible con la cabecera nacional (Cadena COPE) ampliando así la duración de los espacios nacionales, y otra con las desconexiones que antes se realizaban en la emisión convencional y algunas nuevas para los oyentes de las emisoras de FM que se emitían hasta entonces por las frecuencias de OM como las retransmisiones deportivas en algunas ciudades (COPE+), mientras que Megastar iba a ver muy limitada su cobertura, pasando a utilizar internet como medio principal de difusión de sus emisiones.
Finalmente, los cambios previstos en la programación se materializaron el 01 de septiembre de 2016 con la ampliación de Herrera en COPE y Mediodía COPE y la restricción de la desconexión local del mediodía de COPE a una duración de 30min a lo largo de los programas anteriormente citados, repartidas en 3 de 10 minutos, además de la correspondiente al espacio puramente informativo de las 14.20h.

## Ideología
Según consta en su ideario, aprobado por el pleno de la Conferencia Episcopal Española en 1991 y vigente desde entonces, la COPE se considera una cadena confesionalmente católica y asume el objetivo de difundir la doctrina de la Iglesia. Políticamente, la cadena podría situarse en el espectro "Centroderecha" conservadora.

### Línea editorial
Se distribuye en breves editoriales de opinión, vertidos junto a los boletines informativos varias veces al día, y que se firman como línea COPE; la suele realizar José Luis Restán.

## Accionariado
La cadena es propiedad en un 75% de la sociedad Ábside Media, cuyo único accionista es la Conferencia Episcopal Española.

## Participaciones en otros medios
- En televisión:
  - Ámbito nacional:
    - Trece

  - Ámbito autonómico, provincial o local:
    - TV Popular de Madrid (Comunidad de Madrid).
    - Rioja Visión (Comunidad de La Rioja)
    - TV Popular del Mediterráneo (Comunidad Valencia, asociada).
- En radio:
  - Radio 13 de Cataluña S.A.
  - Protemas S.A.
  - Editorial Catalana S.A.
  - Dial Doñana. S.L.
  - Difusión Imagen y Voz S.A.
  - FM Canarias S.L.
  - Gestiona Radio (dejó de estar vinculada a Cadena de Ondas Populares Españolas). El 15 de septiembre de 2010 el Grupo COPE vendió su participación del 70% en Gestiona Radio a Borja Nocito y a Gonzalo Giráldez (nuevo director general), por 140.000,00 euros. El motivo de la venta interés de COPE de centrarse exclusivamente en su producto en un entorno en crisis. Actualmente, se emite a través de internet en www.gestionaradio.com, en el 94.8 y 108.0 de Frecuencia Modulada de Madrid, en el 100.7 de Frecuencia Modulada de Valencia, el 94.2 y 94.4 de Barcelona, aunque ha nacido con la intención de tener presencia en todo el territorio nacional.
  - Herri Irratia (dejó de estar vinculada a Cadena de Ondas Populares Españolas). Toda la comunidad autónoma del País Vasco. Asociada a COPE hasta 25 de marzo de 2010 que la cadena fue vendida al Grupo Noticias Onda Vasca, para dar como resultado Herri Irratia-Onda Vasca. Tras la compra por parte de Grupo Noticias Onda Vasca, se desvinculó totalmente del grupo sociedad anónima Radio Popular más conocido por COPE.

## Frecuencias

### COPE

#### FM
Listado de estaciones con licencia planificada por el Ministerio de Asuntos Económicos y Transformación Digital:
 Andalucía
- Almería: 97.1 FM
- Antequera: 89.8 FM
- Benahavís: 107.9 FM
- Cádiz: 102.0 FM
- Córdoba: 87.6 FM
- Ohanes: 100.0 FM
- Écija: 100.1 FM
- El Ejido: 87.7 FM
- Granada: 87.6 FM
- Guadalcanal: 98.0 FM
- Guadix: 99.8 FM
- Huelva: 91.9 FM
- Jaén: 94.2 FM
- La Línea de la Concepción: 94.7 FM
- Lebrija: 102.9 FM
- Málaga: 89.8 FM
- Marbella: 102.2 FM
- Mojácar: 106.3 FM
- Motril: 95.2 FM
- Nerva: 89.1 FM
- Pozoblanco: 91.2 FM
- Ronda: 95.5 FM
- Sanlúcar de Barrameda: 105.8 FM
- Sevilla: 99.6 FM
- Torrox: 93.3 y 104.2 FM
- Ubrique: 106.7 FM
- Utrera: 98.1 FM

 Andorra

  Aragón
- Barbastro: 106.9 FM
- Benasque: 103.1 FM
- Calatayud: 105.4 FM
- Huesca: 98.2 FM
- Jaca: 106.6 FM
- Mequinenza: 95.5 FM
- Monreal del Campo: 94.7 FM
- Teruel: 106.7 FM
- Zaragoza: 97.5 FM

 Asturias
- Avilés: 89.1 FM
- Gijón: 94.8 FM
- Mieres: 98.1 FM
- Oviedo: 92.8 FM
- Ribadesella: 98.3 FM

 Canarias
- Adeje: 99.0 FM
- Arrecife: 98.3 y 106.1 FM
- Breña Baja: 106.7 FM
- Haría: 101,7 FM
- Icod de los Vinos: 101.4 FM
- La Orotava: 93.7 FM
- Las Palmas de Gran Canaria: 99.1 FM
- Mogán: 87.6 FM
- Puerto del Rosario: 106.1 FM
- San Cristóbal de La Laguna: 97.1 FM
- Santa Cruz de La Palma: 95.1 FM
- Santa Cruz de Tenerife: 105.1 FM
- Tazacorte: 96.0 FM
- Antigua: 95,4 FM
- Morro Jable: 97.0 FM
- Tuineje: 96,7 FM

 Cantabria
- Castro Urdiales: 104.1 FM
- Laredo: 105.3 FM
- Potes: 103.4 FM
- Reinosa: 100.0 FM
- Santander: 95.7 FM
- Torrelavega: 100.0 FM

 Castilla-La Mancha
- Albacete: 97.4 FM
- Alcázar de San Juan: 106.4 FM
- Almadén: 106.9 FM
- Almansa: 101.8 FM
- Ciudad Real: 97.7 FM
- Cuenca: 102.0 FM
- Guadalajara: 89.3 FM
- Hellin: 90.6 FM
- Puertollano: 97.5 FM
- Seseña: 100.5 FM
- Siguenza: 102.5 FM
- Talavera de la Reina: 88.0 FM
- Toledo: 97.4 FM
- Villarrobledo: 90.1 FM

 Castilla y León
- Arcos de Jalón: 103.1 FM
- Astorga: 95.5 FM
- Ávila: 90.5 FM
- Benavente: 105.1 FM
- Burgos: 95.5 FM
- Ciudad Rodrigo: 98.8 FM
- El Espinar: 102.1 FM
- Íscar: 101.2 FM
- León: 95.3 FM
- Medina del Campo: 105.6 FM
- Miranda de Ebro: 105.2 FM
- Palencia: 105.1 FM
- Peñaranda de Bracamonte: 101.0 FM
- Salamanca: 100.3 FM
- Segovia: 88.7 FM
- Soria: 88.9 FM
- Tordesillas: 104.5 FM
- Valladolid: 104.5 FM
- Villablino: 87.7 FM
- Villafranca del Bierzo: 91.7 FM
- Villarcayo: 94.5 FM
- Vitigudino: 98.8 FM
- Zamora: 94.9 FM

 Cataluña
- Balaguer: 105.8 FM
- Barcelona: 102.0 FM
- Gerona: 89.9 FM
- Manresa: 92.7 FM
- Mas de Barberáns: 98.0 FM
- Orgaña: 98.1 FM
- Puigcerdá: 92.0 FM
- Tarragona: 93.5 FM

 Ceuta
- Ceuta: 89.8 FM

 Comunidad de Madrid
- Collado Villalba: 88.7 FM
- Madrid: 106.3 FM
- San Martín de Valdeiglesias: 92.2 FM

 Comunidad Valenciana
- Alcoy: 89.6 FM
- Benidorm: 98.9 FM
- Denia: 89.6 FM
- Elche: 100.8 FM
- Elda/Novelda: 89.6 FM
- Gandía: 90.6 FM
- Játiva: 93.7 FM
- Requena: 93.2 FM
- Valencia: 93.4 FM
- Villena: 93.7 FM
- Vinaroz: 101.6 FM

 Extremadura
- Almendralejo: 88.6 FM
- Badajoz: 91.3 FM
- Cáceres: 106.1 FM
- Don Benito: 101.1 FM
- Fregenal: 95.5 FM
- Llerena: 105.6 FM
- Mérida: 103.6 FM
- Moraleja: 92.8 FM
- Navalmoral de la Mata: 105.8 FM
- Plasencia: 103.2 FM
- Valencia de Alcántara: 99.8 FM
- Zafra: 104.1 FM

 Galicia
- Becerreá: 96.6 FM
- Carballiño: 91.9 FM
- Chantada: 100.1 FM
- Estrada-Lalin: 100.2 FM
- Ferrol: 101.3 FM
- La Coruña: 96.9 FM y 99.9 FM
- Lugo: 97.5 FM
- Noya: 105.7 FM
- Orense: 90.2 FM
- Pontevedra: 106.4 FM
- Ribadeo: 93.6 FM
- Santiago de Compostela: 97.1 FM
- Verín: 91.6 FM
- Vigo: 87.8 FM
- Villagarcía de Arosa: 96.7 FM
- Villalba: 101.2 FM

 Islas Baleares
- Alcudia: 103.5 FM
- Felanich: 90.9 FM
- Ibiza: 103.4 FM
- Mercadal/Menorca: 89.6 FM
- Palma de Mallorca: 99.4 FM

 La Rioja
- Calahorra: 101.8 FM
- Haro: 97.3 FM
- Logroño: 91.1 FM

 Melilla
- Melilla: 98.4 FM

 Navarra
- Alsasua: 104.0 FM
- Elizondo: 91.3 FM
- Estella: 93.4 FM
- Isaba: 95.9 FM
- Pamplona: 101.2 FM 89.7 FM
- Alsasua: 87.8 FM
- Leitza : 90.6 FM
- Tafalla: 90.3 FM
- Peralta: 104.7 FM
- Sangüesa: 105.0 FM
- Tafalla: 90.3 FM
- Tudela: 103.1 FM
- Comunidad de frontera de navarra 101.2 FM 89.7 FM

 País Vasco
- Bilbao: 97.8 FM
- Éibar: 99.8 FM
- San Sebastián: 88.5 FM
- Vitoria: 101.0 FM

 Región de Murcia
- Águilas: 89.2 FM
- Alhama de Murcia: 88.7 FM
- Cartagena: 89.4 FM
- Cehegin/Noreste: 87.6 FM
- Cieza: 101.3 FM
- Jumilla: 105.7 FM
- Murcia: 106.9 FM
- Santomera: 88.3 FM

Listado de estaciones sin licencia planificada por el Ministerio de Asuntos Económicos y Transformación Digital:
  Aragón
- Daroca: 104.5 FM
- La Almunia de Doña Godina: 106.9 FM
- Panticosa: 94.0 FM
- Tarazona: 103.6 FM
- Utrillas: 105.3 FM

 Cantabria
- Laredo: 105.3 FM

 Castilla-La Mancha
- Almodóvar del Campo: 97.2 FM
- Brihuega: 106.0 FM
- Herencia: 106.4 FM
- Mora: 102.9 FM

 Castilla y León
- Aranda de Duero: 93.3 FM
- Arévalo: 97.6 FM
- Medinaceli: 107.7 FM
- Puebla de Sanabria: 90.9 FM
- San Leonardo de Yagüe: 108.0 FM
- Sedano: 105.1 FM

 Cataluña
- Lérida: 97.4 FM
- Palamos: 90.1 FM

 Comunidad Valenciana
- Alicante: 89.6 FM
- Castellón de la Plana: 90.6 FM
- Játiva: 90.6 FM
- Orihuela: 95.3 FM

 Comunidad de Madrid
- San Martín de Valdeiglesias: 90.5 FM

 Región de Murcia
- Lorca: 89.2 FM
- Yecla: 101.5 FM

#### AM
Andalucía
- Almería: 1224 AM
- Córdoba: 1215 AM
- Granada: 900 AM
- Huelva: 1224 AM
- Jaén: 1143 AM
- Jerez de la Frontera: 1134 AM
- Málaga: 882 AM
- Sevilla: 837 AM

 Aragón
- Zaragoza: 1053 AM

 Canarias
- Gran Canaria: 837 AM
- Tenerife: 882 AM

 Castilla y León
- Burgos: 837 AM
- León: 1215 AM
- Salamanca: 1134 AM
- Valladolid: 882 AM
- Zamora: 1269 AM

 Cataluña
- Barcelona: 783 AM 50 kW
- Lérida: 1224 AM

 Comunidad de Madrid
- Madrid: 999 AM 50 kW

 Comunidad Valenciana
- Alicante: 882 AM
- Castellón de la Plana: 1053 AM
- Valencia: 1296 AM

 Extremadura
- Badajoz: 1269 AM

 Galicia
- Ferrol: 837 AM
- Lugo: 1224 AM
- Orense: 1143 AM
- Vigo: 900 AM

 Región de Murcia
- Murcia: 711 AM

 País Vasco
- San Sebastián: 1296 AM

#### DAB
- Madrid: 9D 208.064 MHz
- Barcelona: 10A 209.936 MHz

#### TDT
- Red de cobertura estatal: MPE4

### COPE Más

#### FM
Andalucía
- Mijas: 97.1 FM
- Sevilla: 105.8 FM

 Aragón
- Zaragoza: 88.5 FM

 Canarias
- Las Palmas de Gran Canaria: 103.0 FM
- Mogán: 87.6 FM

 Cantabria
- Santander: 105.6 FM

 Castilla-La Mancha
- Albacete: 105.6 FM

 Castilla y León
- Íscar: 101.2 FM
- Valladolid: 101.2 FM

 Comunidad de Madrid
- Alcorcón: 101.0 FM
- Arganda del Rey: 105.1 FM
- Colmenar Viejo: 97.5 FM
- Madrid: 94.8 FM
- Torrejón de Ardoz: 92.0 FM

 Comunidad Valenciana
- Valencia: 92.0 FM

 Galicia
- Ferrol: 97.9 FM
- La Coruña: 99.9 FM
- Lugo: 88.9 FM
- Orense: 102.4 FM
- Pontevedra: 96.7 FM
- Ribadeo: 88.8 FM
- Vivero: 99.7 FM

 Islas Baleares
- Palma de Mallorca: 103,6 FM

 Navarra
- Pamplona: 89.7 FM

 País Vasco
- Bilbao: 95.1 FM
- San Sebastián: 99.8 FM
- Vitoria: 104.6 FM
- Éibar - Loyola 99.8 FM

 Región de Murcia
- Murcia: 100.6 FM